# Святий Петро (Мікеланджело)
«Святи́й Петро́» (італ. San Pietro) — одна із чотирьох мармурових статуй, створених  італійським скульптором і художником Мікеланджело Буонарроті бл. 1501 —1504 рр., для вівтаря Пікколоміні Сієнського собору[а]. Цю скульптуру, як і «Святого Павла», зображено у русі, що стане характерним для творів митця.

## Історія створення
Це була одна із п'ятнадцяти статуй, договір на створення яких Мікеланджело уклав із кардиналом Франческо Пікколоміні. Фігури мали прикрасити капелу Пікколоміні у Сієнському собору. До 1504 року були готові чотири статуї вівтаря («Святий Павло», «Святий Пій I», «Святий Григорій I» та «Святий Петро»). На думку мистецтвознавця Говарда Гіббарда (англ. Howard Hibbard), це замовлення не зацікавило Мікеланджело[б].
Ні Вазарі, ні Кондіві не згадують про ці роботи Мікеланджело. Лоуренс Дженкенс, професор Орлеанського університету, вважає, що Мікеланджело сам міг ставитися до цих робіт як результатів юності та поспіху. За Сімондзом, істориком культури, Мікеланджело можливо доробив статую «Святий Франциск» за П'єтро Торріджано, скільки ж його власного внеску було в інші 14 скульптур — складно сказати. Сімондз не вважає важливим досліджувати це питання, адже:
|  | (…) стиль робіт звичайний, а масштаб фігур неприємно присадкуватий і приземлений. Видається, що це майже неможливо, щоб ці духовні та нецікаві твори були створені в той самий час, що й Давид, і тією ж рукою Оригінальний текст (англ.) (…) the style of the work is conventional, and the scale of the figures disagreeably squat and dumpy. It seems almost impossible that these ecclesiastical and tame pieces should have been produced at the same time as the David and by the same hand |

## Опис

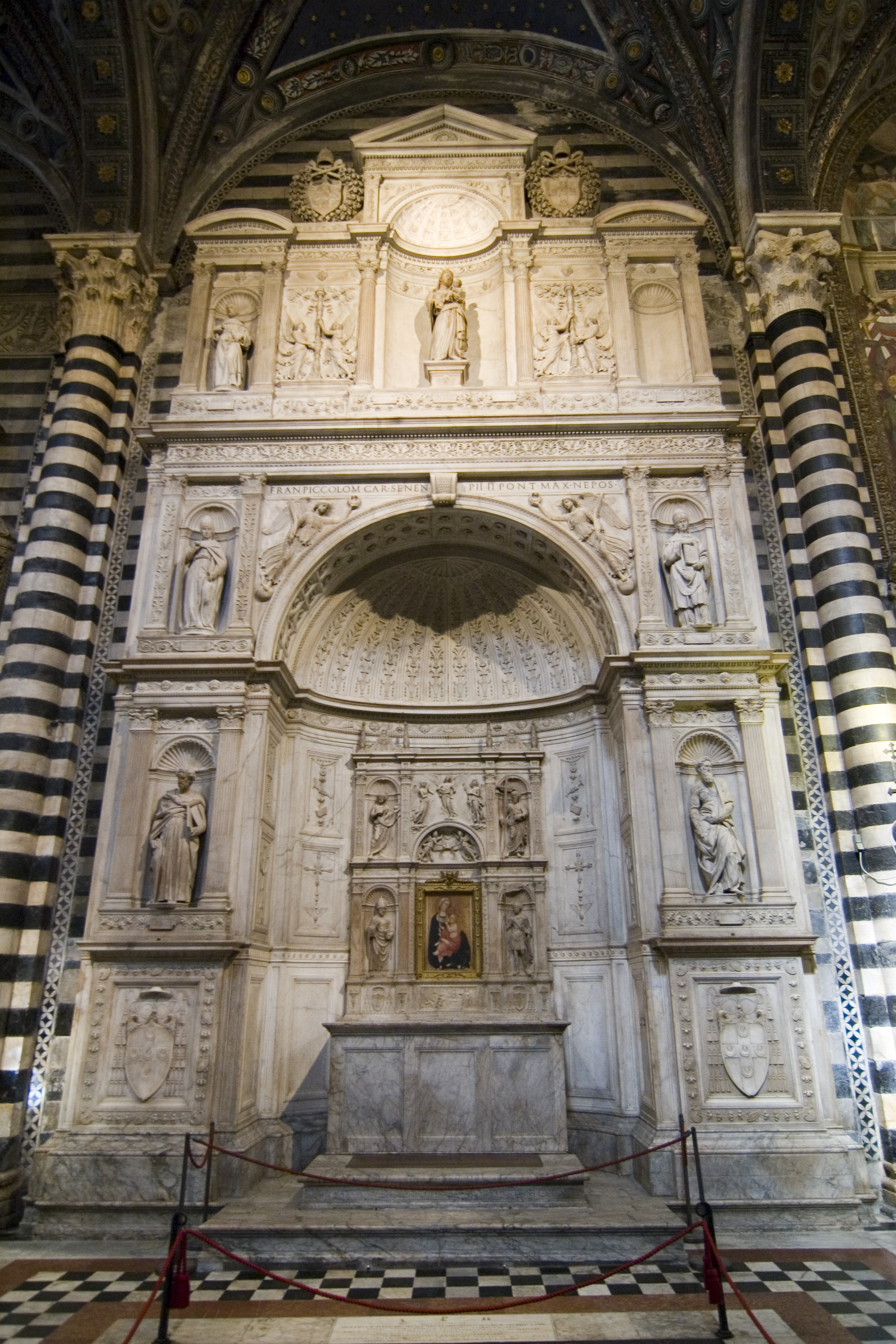
Вівтар Пікколоміні (Сієна)

Статуя зображає апостола Петра, який тримає книгу у лівій руці, а правою рукою підтримує важкі складки плаща. Права нога трохи зігнута, так наче він збирається робити крок. Це відчуття підсилюється тим, що голова Петра звернена направо, а погляд вниз, наче він дивиться куди йому сходити. В апостола коротке кучеряве волосся і борода.
Скульптура розташована на нижньому ярусі вівтаря, зліва.

## Для подальшого читання
(праці наведено хронологічно)
- Friedrich Kriegbaum. Michelangelos Statuen am Piccolomini-Altar im Dom zu Siena // Jahrbuch der Preussischen Kunstsammlungen. — 1942. — Вип. 63. — С. 57 —78. (нім.)
- Wilhelm R. Valentiner. Michelangelo's Piccolomini Statuettes and the Madonna in  Bruges [1942] // Wilhelm R. Valentiner. Studies of Italian Renaissance Sculpture. — London, 1950. — С. 193 —223. (англ.)
- Enzo Carli. Michelangelo e Siena. — Roma : Editalia, 1964. — 97 с. (італ.)
- Harold R. Mancusi-Ungaro. Michelangelo: the Bruges Madonna and the Piccolomini altar. — London : New Haven and London, 1971. — 188 с. (англ.)